# Али Рейнълдс
Али Рейнълдс (на английски: Allie Reynolds) е английска бивша състезателка по сноуборд свободен стил, сърфистка и писателка на произведения в жанра трилър.

## Биография и творчество
Али Рейнълдс е родена през 1975 г. в Линкълн, Линкълншър, Англия. От малка е запалена читателка и сама опитва да пише. След завършване на средното си образование се състезава като сноубордист в свободен стил и прекарва пет зими в планините на Франция, Швейцария, Австрия и Канада. Следва компютърна лингвистика в Манчестърския университет. Обучава се и за начален учител. Работи като учителка по английски език и като преводачка, какно и на други места в Матчестър и в Централен Лондон. През 2004 г. се премества в Гоулд Коуст в Австралия и заменя сноуборда със сърф. В продължение на петнадесет години преподава английски като чужд език. Заедно с работата си започва да пише. Нейни разкази са публикувани в женски списания във Великобритания,, Австралия, Швеция и Южна Африка.
Първият ѝ роман „Тръпка“ е издаден през 2021 г. В историята две професионални сноубордистки се изправят една срещу друга на пистата, но скоро едната от тях изчезва в планината. Петима нейни приятели се срещат десет години по-късно, на същото място високо във френските Алпи, извън сезона, сами в планинска хижа, по покана, която никой от тях не е изпращал, а от някой, който знае тайните им. В капан от бурята, те стават подозрителни, а призракът на миналото започва да ги преследва. Романът става бестселър в списъка на „Ню Йорк Таймс“, издаден е в над 20 страни по света и я прави известна. След успеха тя напуска работата си и се посвещава на писателската си кариера.
Вторият ѝ трилър „Заливът“ е издаден през 2022 г. Той представя историята на група сърфисти, които имат свой прекрасен таен залив, за който не искат никой да не научи, а и самите те крият своите лични тайни.
Али Рейнълдс е разведена и е самотна майка с двама сина. Живее със семейството си на брега в Гоулд Коуст.

## Произведения

### Самостоятелни романи
- Shiver (2021)[1][3][7]
Тръпка, изд.: „Сиела“, София (2022), прев. Анна Карабинска-Ганева
- The Bay (2022) – издаден и като „The Swell„